# NBA Playgrounds
NBA Playgrounds, é um videojogo de basquetebol em desenvolvimento para Microsoft Windows, Nintendo Switch, PlayStation 4 e Xbox One, e lançou em maio de 2017.
Desenvolvido pela Saber Interactive, e oficialmente licenciado pela National Basketball Association, o jogo é configurado como um estilo arcade jogo de basquete semelhante aos anteriores jogos, tais como NBA Jam e a série NBA Street.